# Zoodes compressus
Zoodes compressus là một loài bọ cánh cứng trong họ Cerambycidae.